# عمر رفاعي سرور
عمر رفاعى سرور (1976 - 2018) يحمل كنية «أبو عبد الله المصرى» وهو جهادي مصري ومدان في جرائم إرهاب، كان قيادي في مجلس شورى مجاهدي درنة، ثم أنصار الشريعة في درنة، وأحد مفتيي تنظيم القاعدة.
هو ابن رفاعي سرور المفكر والمنظر لتيار السلفية الجهادية، في عام 1992 ألقي القبض عليه بتهم متعلقة بالإرهاب ثم خرج بعد 3 أعوام ثم عاد مرة أخرى للسجن في عام 2009، إلا أنه استطاع بعد أقل من عامين الهرب من سجن الوادي الجديد أثناء أحداث جمعة الغضب في يناير 2011، عقب وفاة والده في 2012، توجه إلى سيناء ليعمل ضمن صفوف المسلحين وهناك تلقى تدريبات عسكرية وعمل مفتيًا لتنظيم أنصار بيت المقدس وعرف هناك بـ (أبو عبد الله المصري)، وفي 2013 تم الحكم عليه غيابياً في قضية «خلية مدينة نصر» بالسجن 15 عامًا، ليهرب بعدها إلى سوريا ومنها إلى ليبيا، عقب مبايعة جماعة أنصار بيت المقدس لأبي بكر البغدادي وتنظيم الدولة الإسلامية، رفض المبايعة وكون مع شريكه هشام عشماوي جماعة تشكل مجلس شورى مجاهدي درنة في ليبيا.
وفي أول يونيو 2018 أعلن عن قتله إثر هجوم للجيش الليبي ومات متاثراً بجراحه.

## حياته
ولد في يناير 1976 وهو أكبر أبناء رفاعي سرور،
عند الإحتلال الأمريكي للعراق عام 2003 اعتُقل عمر بتهمة التجهيز للسفر للعراق، وتحريض الشباب على السفر للقتال مع الزرقاوى، وكان حينها يبلغ من العمر 26 عاماً، وسُجن 9 سنوات قضاها ما بين سجن طُرة وسجن أبى زعبل وسجن الوادى الجديد.
عقب وفاة والده في 2012، توجه إلى سيناء؛ ليعمل ضمن صفوف المسلحين، وهناك تلقى تدريبات عسكرية، وعمل مفتيًا لتنظيم «أنصار بيت المقدس»، حتى عُرف هناك بـ«أبو عبد الله المصري»، لينتقل بعدها إلى ليبيا بنفس الصفة.
هرب عُمر إلى سوريا ثم إلى ليبيا، عقب الإطاحة بحكم جماعة الإخوان المسلمين في مصر عام 2013 وتراكم القضايا، إذ استقر في «درنة» شرق ليبيا، وتعاون فور وصوله ليبيا مع كتيبة «شهداء أبو سليم» التابعة لتنظيم «القاعدة» ويتزعمها عطية الشاعري، ثم عمل مفتيًا لأغلب الكيانات الجهادية في درنة بما فيها «مجلس شورى درنة»، إلى أن ترددت أنباء عن اعتماده كـ«مرجع شرعي» للمجلس.

## مقتله
في أوائل يونيو عام 2018 أعلن الناطق باسم الجيش الليبي العقيد أحمد المسماري أن الجيش تمكن من قتل من اسماه بـ (محمد رفاعي سرور) ولم يكن هناك أحد من أبناء رفاعي سرور بهذا الاسم وحامت الشكوك أن المقصود هو عمر رفاعي سرور.
عقب ذلك نعته قيادات مُقرَّبة من تنظيم أنصار الشريعة، وأعلنت عن مقتله في مدينة درنة الليبية، بعد أن نجحت قوات من الجيش الليبى في إصابته ونجح بالهروب لكنه لم ينج بإصابته، كما أعلنت شقيقته وفاته عبر صفحتها على موقع التواصل الاجتماعى فيس بوك.

## في الإعلام
ظهرت شخصيته باسمه الحقيقي في مسلسل الاختيار الذي عُرض في رمضان 2020، وقام بأداء دوره الممثل أحمد الرافعي.